# Mauatua
Mauatua, född 1764, död 1841, var en tillverkare av Tapa (barktyg) från Tahiti. Hon tillhörde de kvinnor som 1790 slog sig ned på Pitcairnöarna med överlevarna från Myteriet på Bounty, och var gift med Fletcher Christian och Ned Young. Hon uppges ha varit den som såg till att kvinnlig rösträtt inkluderades i konstitutionen på Pitcairnöarna år 1838.